# جامعة أولد دومينيون
جامعة أولد دومينيون (ODU) هي جامعة بحثية عامة في نورفولك، فيرجينيا. تم تأسيسها في عام 1930 باسم قسم نورفولك في كلية ويليام وماري وهي الآن واحدة من أكبر الجامعات في ولاية فرجينيا حيث يبلغ عدد الطلاب المسجلين فيها 24176 طالبًا للعام الدراسي 2019. تعد جامعة أولد دومينيون أيضًا موطنًا لأكثر من 700 طالب دولي من 89 دولة مختلفة. يغطي حرمها الرئيسي أكثر من 251 أكر (1.02 كـم2)، على بعد 5 ميل (8.0 كـم) من وسط مدينة نورفولك.
تم تصنيف جامعة أولد دومينيون ضمن «R2: جامعات الدكتوراه - نشاط بحثي عالي». وفقًا لمؤسسة العلوم الوطنية، أنفقت جامعة أولد دومينيون 60.3 مليون دولار على البحث والتطوير في عام 2018. يساهم بما يقرب من 2 مليار دولار سنويًا في التأثير الاقتصادي على الاقتصاد الإقليمي.
تقدم الجامعة 168 برنامجًا لشهادة البكالوريوس والدراسات العليا لأكثر من 24000 طالب وهي واحدة من أكبر مقدمي دورات التعلم عن بعد عبر الإنترنت في البلاد. تضم جامعة أولد دومينيون ما يقرب من 124000 خريج في جميع الولايات الخمسين و67 دولة. تشتق جامعة أولد دومينيون اسمها من أحد ألقاب ولاية فرجينيا، " ذا أولد دومينيون"، الذي منحه للدولة الملك تشارلز الثاني ملك إنجلترا لبقاءها على ولائها للتاج خلال الحرب الأهلية الإنجليزية.

## التاريخ

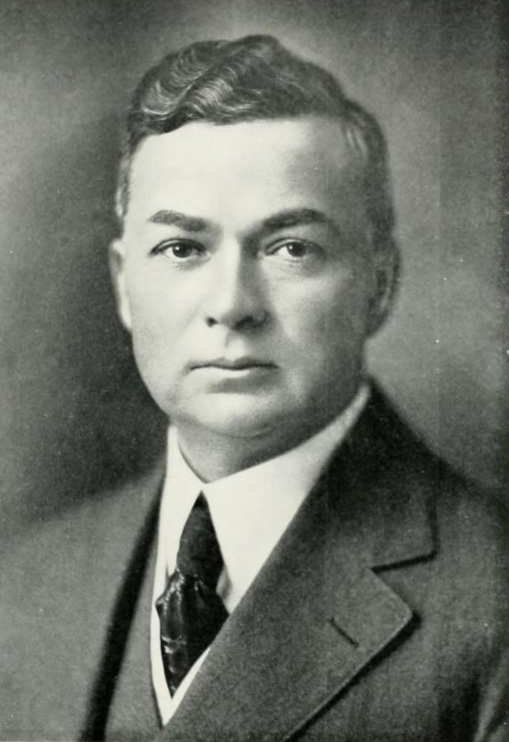
جاك تشاندلر

بدأت أسس جامعة أولد دومينيون في أذهان الإداريين والمسؤولين في كلية ويليام وماري في العقود الأولى من القرن العشرين. كان من بين هؤلاء الرجال البارزين روبرت إم هيوز، عضو مجلس زوار ويليام وماري من عام 1893 إلى عام 1917، وجاك تشاندلر، الرئيس الثامن عشر لتلك المدرسة. في عام 1924 بعد أن أصبح مدير ملحق ويليام وماري في نورفولك، بدأ جوزيف هيلي في تنظيم الفصول الدراسية وإيجاد مواقع لأعضاء هيئة التدريس والموظفين. هو جنبًا إلى جنب مع الجهود الجماعية لروبرت إم هيوز والدكتور جاك تشاندلر وآه. فورمان، تم إنشاء قسم فرعي لمدة عامين في 13 مارس 1930. في 12 سبتمبر 1930، عقدت شعبة نورفولك في كلية ويليام وماري صفها الأول مع 206 طلاب (125 رجلاً و81 امرأة) في مبنى مدرسة لارتشمونتت القديم الذي كان مدرسة ابتدائية مهجورة في شارع هامبتون بوليفارد. في 3 سبتمبر 1930، أصبح إدغار تيمرمان أول مدير للقسم.

العلامة الأصلية من قسم نورفولك

بدأت الجامعة، في مبنى مدرسة لارتشمونت القديم وسمحت للأشخاص الذين لديهم أصول مالية أقل بالالتحاق بمدرسة للتعليم العالي لمدة عامين. كانت الرسوم الدراسية للسنة الأولى 50 دولارًا أمريكيًا. في سبتمبر التالي، بدأت جامعة فيرجينيا للتقنية، في تقديم دروس في الجامعة، مما زاد عدد الدورات التي يتم تدريسها. بدأت الجامعة بتعليم المعلمين والمهندسين. استفادت الجامعة التي تم إنشاؤها في العام الأول من الكساد الكبير، من التمويل الفيدرالي كجزء من الصفقة الجديدة للرئيس فرانكلين دي روزفلت. قدمت إدارة الأشغال العامة الأموال لمبنى الإدارة، الذي أصبح الآن رولينز هول، وفورمان فيلد، الذي سمي على اسم إيه إتش فورمان، وهو من أوائل المؤيدين للكلية. نمت الكلية جنوبًا على طول هامبتون بوليفارد، محولة حقلاً فارغًا إلى حرم جامعي مترامي الأطراف. بعد الانتهاء في قسم نورفولك، ينتقل الطلاب إلى المدارس التي تقدم درجات علمية أو يسعون للحصول على وظائف محليًا.
في عام 1932، انضم لويس وارينجتون ويب إلى هيئة التدريس كمدرس للهندسة. أطلق عليه فيما بعد «أبو دومينيون القديم». بعد أن عمل لمدة عشر سنوات كمدرس في قسم نورفولك بكلية وليام وماري، تم تعيين ويب مديرًا مساعدًا في عام 1942. عمل ويب أيضًا كمدير لبرنامج التدريب على الدفاع والحرب في الكلية من عام 1940 إلى عام 1944. من خلال دروسي الدفاع والتدريب، ساهمت فرقة نورفولك في المجهود الحربي. كما سمح البرنامج للمدرسة بأن تظل مفتوحة خلال فترة كان معظم الشباب يخدمون فيها بلادهم. اجتذب البرنامج العديد من النساء اللواتي تعلمن إصلاح الطائرات والصياغة وغيرها من الموضوعات المتعلقة بالحرب. في عام 1946، تم تعيين ويب مديرًا لقسم نورفولك. كان حلم ويب أن يرى قسم نورفولك يصبح مؤسسة مستقلة.
تطور قسم نورفولك لمدة عامين سريعًا إلى مؤسسة مدتها أربع سنوات، ورأى ويب أن حلمه قد تحقق في عام 1962 عندما نالت شعبة نورفولك استقلالها عن وليام وماري. في 16 فبراير 1962، تم حل نظام ويليام وماري بموجب تشريع الجمعية العامة الذي وقعه الحاكم ألبرتيس إس هاريسون. في وقت لاحق من ذلك العام، تم تغيير اسم قسم نورفولك إلى كلية أولد دومينيون. شغل الدكتور ويب منصب أول رئيس لكلية أولد دومينيون من عام 1962 إلى عام 1969.
تم اختيار فرانك باتن عضو المجلس الاستشاري لقسم نورفولك، كأول رئيس للجامعة في 27 مايو 1962. شغل منصب رئيس الجامعة حتى عام 1970 وتم تسمية كلية الهندسة على شرفه في عام 2004. في عام 1964، كان الطلاب الأوائل يعيشون في الحرم الجامعي في أول سكن جامعي، رودجرز وقاعة جريشام التي كانت أسماء أعضاء المجلس الاستشاري.
بعد النمو في الالتحاق، والتوسع في مرافق البحث، والتحضير لإضافة برامج الدراسات العليا، سعى المجلس للحصول على وضع جامعي. في عام 1969، انتقلت كلية أولد دومينيون إلى جامعة أولد دومينيون تحت قيادة الرئيس جيمس إل بوج، الابن. خلال فترة بوج، تم إنشاء برامج الدكتوراه الأولى جنبًا إلى جنب مع هيكل إداري على مستوى الجامعة حيث تم تمثيل أعضاء هيئة التدريس والإداريين والطلاب. أعاد بوج أيضًا تأسيس برنامج تدريب ضباط الاحتياط التابع للجيش الذي تم إنشاؤه في الأصل عام 1948 ولكن تم التخلي عنه بسبب اندلاع الحرب الكورية.
في السبعينيات، خلال فترة ولاية الرئيس ألفريد ب. رولينز جونيور، بدأت أولد دومينيون شراكات متبادلة بين المنظمات الإقليمية مثل ناسا، والبحرية الأمريكية، ومدرسة إيسترن فيرجينيا الطبية، وجامعة ولاية نورفولك. كان هذا نتيجة لهدف الدكتور رولينز في أن تصبح المؤسسة التعليمية الرائدة في منطقة هامبتون رودز. في عهد رولينز، وسعت الجامعة تمويلها الحكومي والخاص، وحسّنت خدمات الطلاب وقدمت برنامجًا مع مرتبة الشرف إلى جانب العديد من التحسينات الأخرى في الجامعة. في عام 1971 أنشأت الجامعة قوة شرطة خاصة بها في الحرم الجامعي واستأجرت العديد من ضباط الشرطة للقيام بدوريات في الحرم الجامعي. في عام 1977، تم تحويل قانون شرطة الحرم الجامعي في فرجينيا إلى قانون، وساعدت الجامعة في تدريب ضباط الشرطة المحليين وضباط الحرم الجامعي وتم منح ضباط شرطة الحرم الجامعي سلطة كاملة للشرطة داخل الحرم الجامعي وحوله.
منذ هذا الوقت، استمرت الجامعة في النمو ولديها الآن أكثر من 24000 طالب.

### المديرون والرؤساء
| مديرو قسم نورفولك      | مديرو قسم نورفولك | مديرو قسم نورفولك | مديرو قسم نورفولك |
| ---------------------- | ----------------- | ----------------- | ----------------- |
| إدغار تيمرمان          | 1930-1932         |                   |                   |
| إدوارد ل.جواثمي        | 1932              |                   |                   |
| وليام تي هودجز         | 1933-1941         |                   |                   |
| لويس دبليو ويب الابن   | 1946-1962         |                   |                   |
| رؤساء دومينيون القديمة |                   |                   |                   |
| لويس دبليو ويب الابن   | 1962-1969         |                   |                   |
| جيمس ل. بوج جونيور.    | 1969-1976         |                   |                   |
| ألفريد ب. رولينز الابن | 1976-1985         |                   |                   |
| جوزيف ام مارشيلو       | 1985-1988         |                   |                   |
| وليام ب.               | 1989-1990         |                   |                   |
| جيمس في كوخ            | 1990-2001         |                   |                   |
| روزان رونتي            | 2001-2008         |                   |                   |
| جون ر.برودريك          | 2008-2021         |                   |                   |
| بريان أو هيمفيل (أعلن) | 2021-             |                   |                   |

## أكاديميون
كجامعة شاملة، تقدم الجامعة وتطور برامج الفنون الحرة والعلوم والتكنولوجيا والمهنية. تقدم الجامعة 73 درجة بكالوريوس في مختلف المجالات و60 ماجستير و35 درجة دكتوراه. يعد برنامج التعليم عن بعد من جامعة أولد دومينيون أحد أكبر البرامج في البلاد ويمثل ما يقرب من ثلث عدد الطلاب المسجلين. تتبع وحدة التعليم عن بعد في جامعة أبوظبي للحرم الجامعي الإلكتروني التابع لمجلس التعليم الإقليمي الجنوبي. الجامعة هي واحدة من الجامعات القليلة في الولايات المتحدة التي تقدم تركيزات ماجستير إدارة الأعمال في إدارة الخدمات البحرية والنقل ولوجستيات الموانئ ولديها أيضًا برامج مرموقة في العلوم البحرية وهندسة السواحل والنقل.
نظرًا لأن هامبتون رودز هي مركزًا بحريًا وتجاريًا دوليًا رئيسيًا، فإن للجامعة مهمة خاصة لكومنولث فيرجينيا في التجارة والشؤون والثقافات الدولية. مع تركيز الأنشطة البحرية والجوية الرئيسية للكومنولث في هامبتون رودز، فإن الجامعة لديها التزام كبير بالعلوم والهندسة والتكنولوجيا، وتحديداً في العلوم البحرية والفضاء وغيرها من المجالات ذات الأهمية الكبرى للمنطقة. تجري العديد من الأقسام بحثًا تعاونيًا مع وكالة ناسا. نظرًا لموقعها في منطقة حضرية كبيرة، تركز الجامعة بشكل خاص على القضايا الحضرية، بما في ذلك التعليم والرعاية الصحية والفنون الجميلة والأداء.

### الاعتماد الاكاديمي
تم اعتماد جامعة أولد دومينيون من قبل الرابطة الجنوبية للكليات والمدارس في الكليات لمنح شهادات البكالوريا والماجستير وأخصائي التعليم والدكتوراه. تم اعتماد كلية باتن للهندسة والتكنولوجيا من قبل لجنة الاعتماد الهندسي. تم اعتماد كلية داردن للتربية وكلية الآداب وكلية العلوم من قبل المجلس الوطني لاعتماد تعليم المعلمين.

## المدارس والكليات

### كلية الآداب والآداب

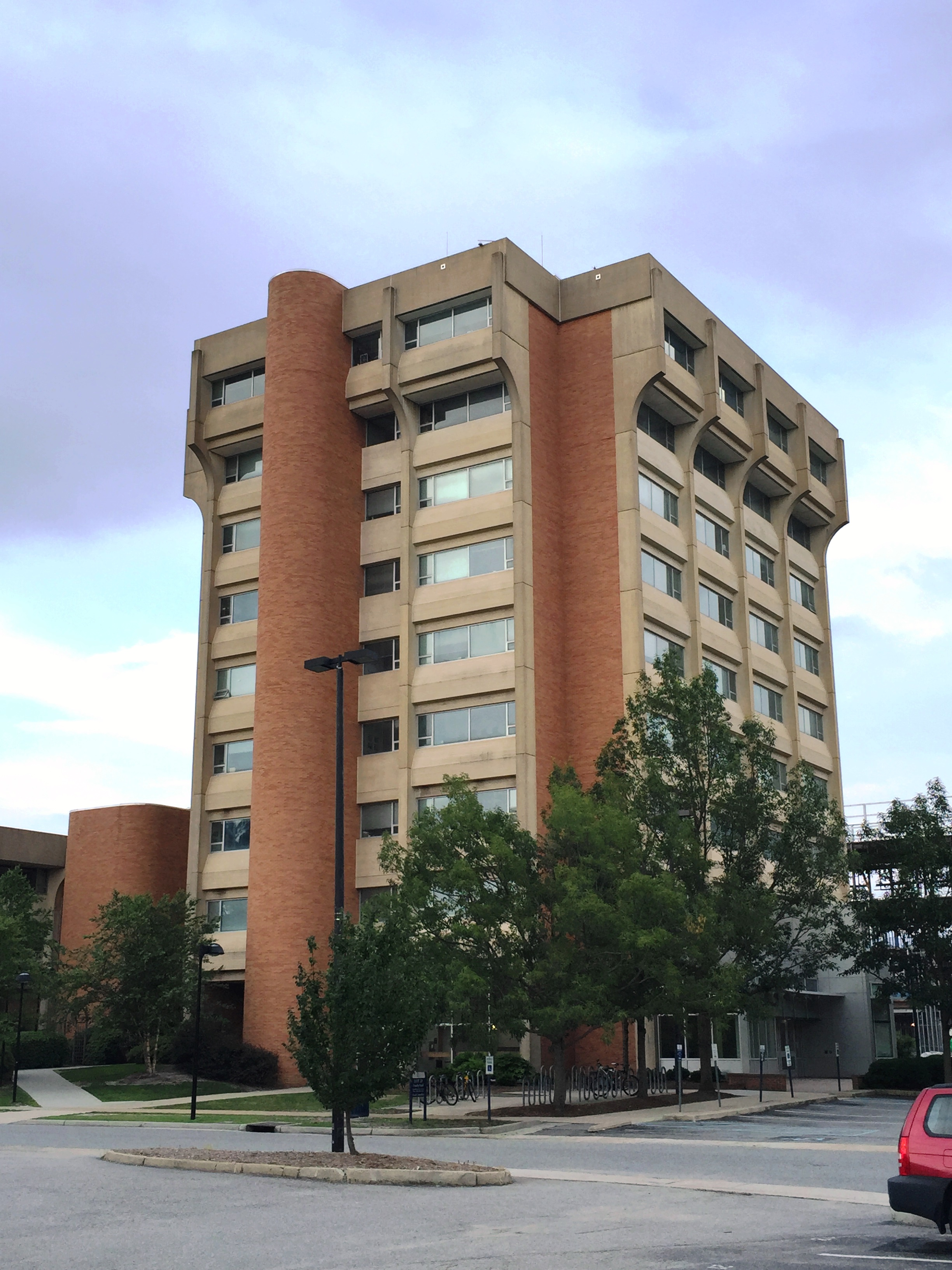
مبنى الفنون والآداب (ما قبل التجديد)

تضم هذه الكلية 15 قسمًا وبرنامجًا، والتي تقدم درجات علمية في العلوم الإنسانية والفنون والعلوم الاجتماعية. تشمل الأقسام الدراسات الآسيوية والفنون والاتصالات وفنون المسرح واللغة الإنجليزية واللغات الأجنبية والآداب والدراسات الثقافية للمثليين والدراسات الدولية والدراسات الدولية - برنامج الدراسات العليا (GPIS) والدراسات متعددة التخصصات والموسيقى والتاريخ والفلسفة والدراسات الدينية وعلم الاجتماع والعدالة الجنائية والعلوم السياسية والجغرافيا ودراسات المرأة.
في قسم فنون المسرح، يتم تقديم دراسات الأفلام والفيديو. يقدم قسم الاتصالات وفنون المسرح برنامجين دراسيين يلبيان احتياجات معظم الطلاب المهتمين بدراسات الأفلام والفيديو. يقدم برنامج الاتصال درجات البكالوريوس / البكالوريوس مع التركيز على دراسات الأفلام. تركز الفصول على مبادئ وجماليات تاريخ الفيلم والنظرية والنوع والنقد. يقدم برنامج فنون المسرح درجة البكالوريوس في المسرح مع التركيز على صناعة الأفلام الرقمية. تركز الفصول على جميع الجوانب العملية لصناعة الأفلام الرقمية. تقع مدرسة لودويغ ديهن للموسيقى في مركز ديهن للفنون المسرحية. ديهن هي موطن أوركسترا جامعة أولد دومينيون السيمفونية (ODUSO) وغيرها بالإضافة إلى فرق أصغر أخرى تابعة للجامعة. يتمتع الطلاب في الجامعة الذين يسعون للحصول على درجة علمية في الموسيقى باختيار درجات البكالوريوس في الأداء الموسيقي، وتعليم الموسيقى، والتأليف الموسيقي، وتكنولوجيا تسجيل الصوت. يضم مبنى ديهن أيضًا قاعة تُقام فيها عروض سلسلة ديهن كونسيرت وحفلات الطلاب. تقدم الجامعة العديد من المسارات الدراسية في قسم اللغة الإنجليزية، بما في ذلك: الأدب والصحافة والكتابة الإبداعية واللغويات والكتابة المهنية.

### كلية ستروم للأعمال
تقدم هذه الكلية برامج الدراسات العليا بالإضافة إلى برامج درجة البكالوريوس في 11 قسمًا، بما في ذلك كلية المحاسبة، وتحليلات الأعمال، وقسم الاقتصاد، وقسم المالية، وتكنولوجيا المعلومات وعلوم القرار، والأعمال الدولية، وقسم التسويق، وقسم الإدارة، والبحرية وإدارة سلسلة التوريد، ومدرسة الخدمة العامة. تقدم كلية ستروم للأعمال أيضًا برنامج ماجستير إدارة الأعمال بالإضافة إلى برامج التطوير التنفيذي.
في عام 2014، تمت إعادة تسمية الكلية إلى كلية ستروم للأعمال بعد أن تبرعت عائلة ستروم بمبلغ 11 مليون دولار للكلية.
تم افتتاح مختبر جورج لومسدن للأبحاث (LTR) في خريف 2012، وهو مجهز بـ 24 محطة بلومبيرج، مما يجعله أحد أكبر المختبرات في الولايات المتحدة.

### كلية داردن للتربية والدراسات المهنية
تقدم درجات البكالوريوس والدراسات العليا في ستة أقسام أكاديمية. تشمل البرامج: القيادة التربوية وإدارة المدرسة، والاستشارة، والخدمات الإنسانية، والتعليم العالي، وعلوم التمرين، والتدريب الرياضي، وإدارة الرياضة، والتربية البدنية، ودراسات الترفيه والسياحة، والتعليم في مرحلة الطفولة المبكرة، وعلم أمراض النطق، والتعليم الخاص، وترويج الأزياء، والتصميم التعليمي والتدريب على التكنولوجيا والأعمال والصناعة وتدريس كليات المجتمع والتعليم التكنولوجي. تعمل كلية داردن للتربية أيضًا بالتعاون مع الكليات الأكاديمية الأخرى لإعداد المعلمين في مجالات التعليم الثانوي، مثل تعليم اللغة الإنجليزية وتعليم الأحياء، من بين أمور أخرى. يكمل الطلاب تخصصًا رئيسيًا في المجال الذي يرغبون في تدريسه، بالإضافة إلى الدورات التعليمية والممارسات العملية وتدريس الطلاب.

### كلية باتن للهندسة والتكنولوجيا

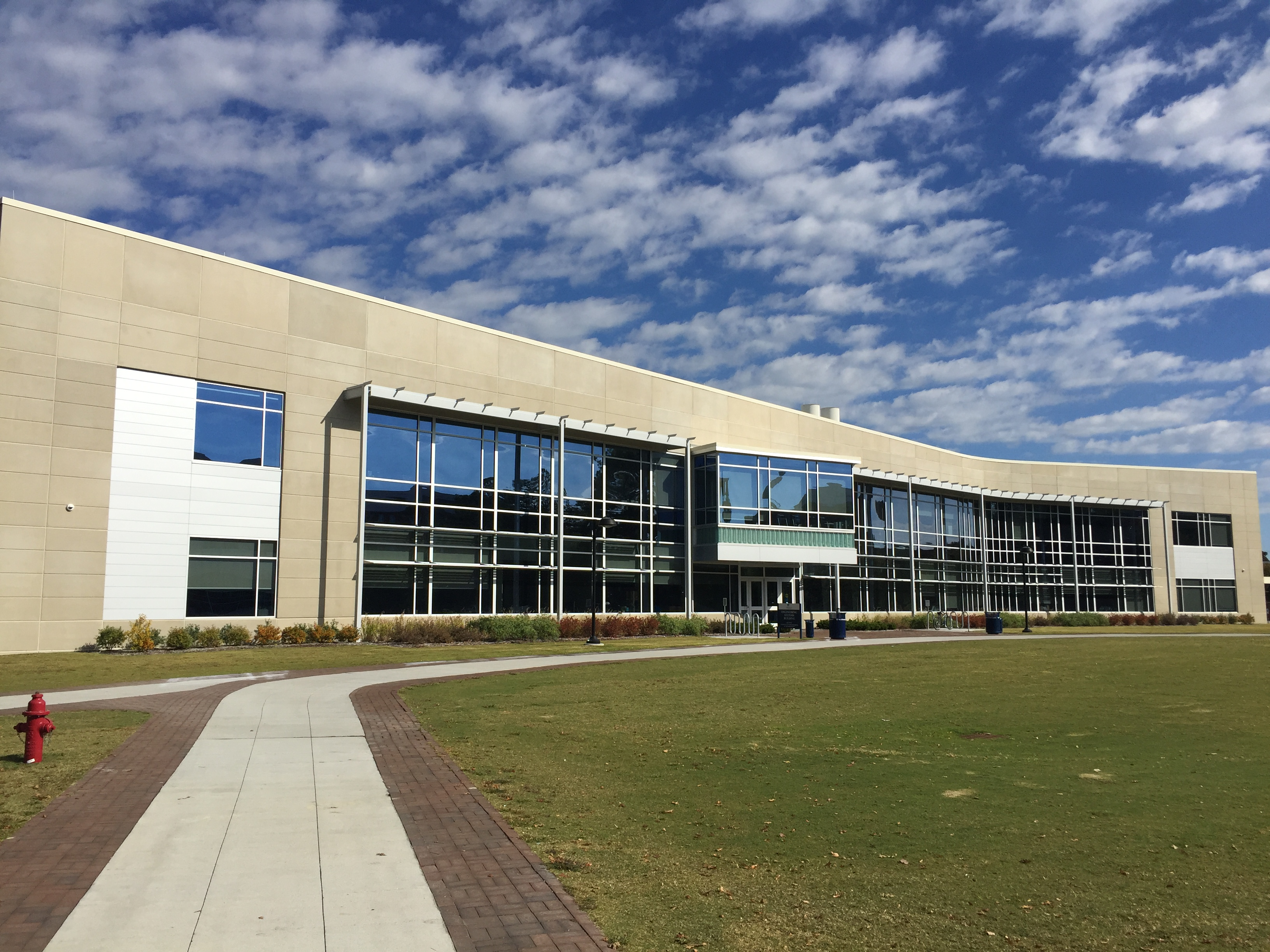
مبنى النظم الهندسية

يمنح درجات البكالوريوس والدراسات العليا في 9 تخصصات هندسية، بما في ذلك الهندسة المدنية والفضائية والبيئية والكهربائية والنمذجة والمحاكاة والإدارة الهندسية والكمبيوتر والميكانيكي والنظم والهندسة الطبية الحيوية والتكنولوجيا الهندسية ويقدم تركيزات مثيرة للاهتمام، بما في ذلك الهندسة الساحلية، هندسة النقل، التجريبية علم الطيران وهندسة الليزر والبلازما والكهرباء الحيوية والهندسة الحاسوبية وصيانة السفن وإصلاحها والعمليات. في عام 2010، أصبحت كلية فرانك باتن للهندسة والتكنولوجيا أول كلية في الولايات المتحدة تقدم جميع الدرجات العلمية في تخصص النمذجة والمحاكاة الناشئ (BS، ME، MS، D.Eng.، Ph.D.).
في عام 2014، افتتحت كلية الهندسة مبنى الأنظمة الهندسية الجديد الذي جلب معملًا وتصميمًا ومساحات مكتبية إضافية.

### مدرسة الأمن السيبراني
«في الأول من أكتوبر، أطلقت جامعة أولد دومينيون كلية الأمن السيبراني، الأولى من نوعها في البلاد». تقدم كلية جامعة أولد دومينيون للأمن السيبراني برنامج درجة البكالوريوس في الأمن السيبراني والعمليات السيبرانية وماجستير في الأمن السيبراني. تدعم كلية جامعة أولد دومينيون للأمن السيبراني مهمة الجامعة لخدمة طلابها وإثراء كومنولث فرجينيا والأمة والعالم من خلال برامج أكاديمية صارمة وشراكات إستراتيجية ومشاركة مدنية نشطة. مهمتنا هي تعزيز البحث والتعليم في مجال الأمن السيبراني في بيئة متعددة التخصصات. أعضاء هيئة التدريس والموظفين من جميع الكليات ووحدات التقارير في الجامعة، بما في ذلك خدمات تكنولوجيا المعلومات ومركز فيرجينيا للنمذجة والتحليل والمحاكاة، والشؤون العسكرية.

### كلية العلوم الصحية
تتكون هذه الكلية من خمس مدارس ذات صلة بالصحة وتمنح الشهادات ودرجات البكالوريوس ودرجات الماجستير ودرجات الدكتوراه. تشمل المدارس كليات العلوم التشخيصية والتحويلية الطبية، وصحة المجتمع والبيئة، والتمريض، والعلاج الطبيعي، ومدرسة جين دبليو هيرشفيلد لصحة الأسنان.

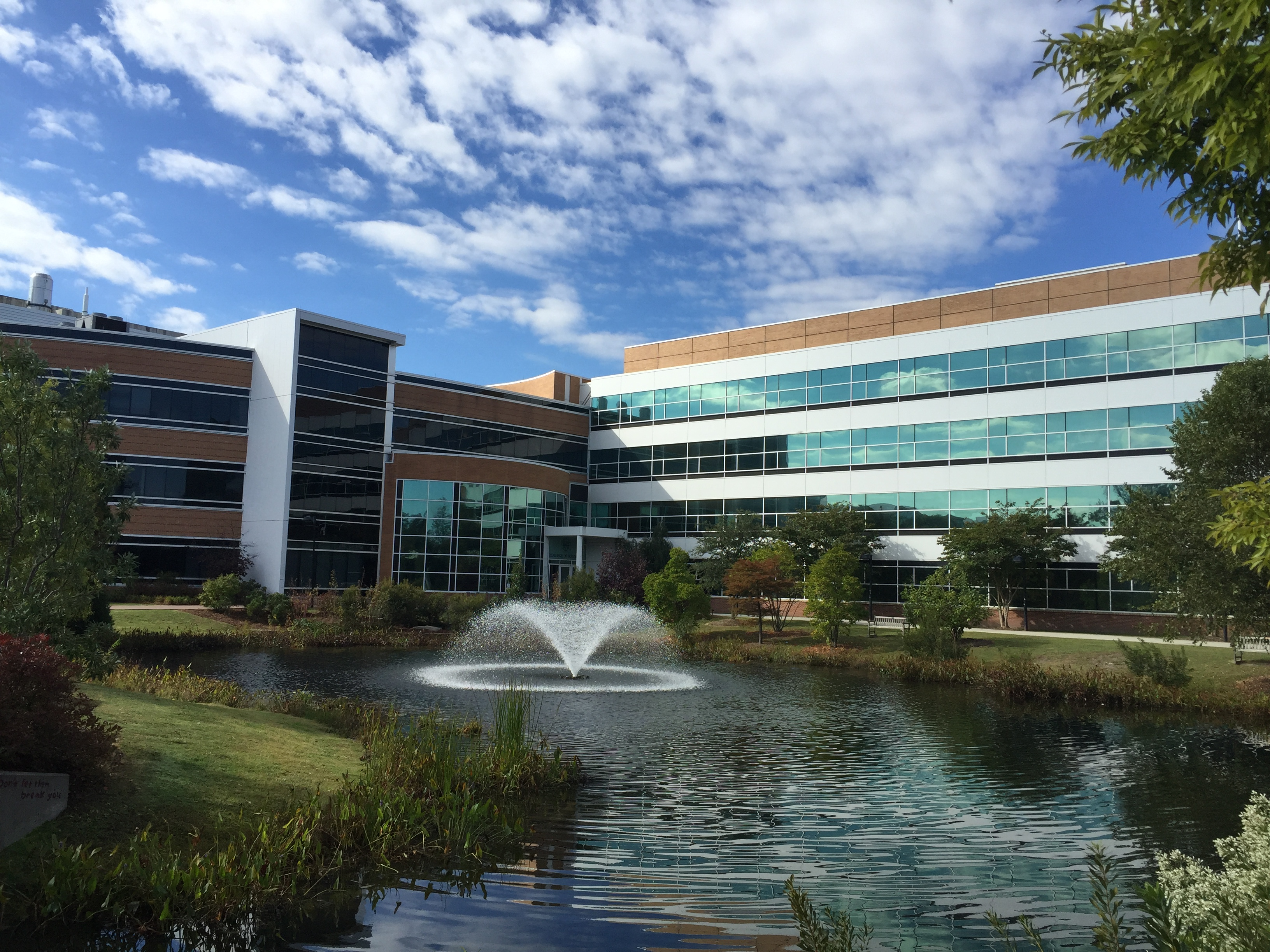
مبنى كلية العلوم

### كلية العلوم
يقدم برامج للحصول على درجات علمية في الكيمياء والكيمياء الحيوية والعلوم البيولوجية وعلوم الكمبيوتر وعلم النفس والرياضيات والفيزياء وعلوم المحيطات والأرض والغلاف الجوي. طور قسم علوم المحيطات والأرض والغلاف الجوي خبرة في مجال تخصص هامش المحيط وعمليات النظام الساحلي.[بحاجة لمصدر] تقدم الكلية أيضًا في كلية العلوم درجة علمية في الاتصال المهني، وهي مزيج من الاتصالات والأعمال.

### الدراسة عن بعد
بدأت الجامعة في تقديم دورات التعلم عن بعد في عام 1994 من خلال التعليم عن بعد، وهو نظام توصيل عبر الأقمار الصناعية. اليوم، تقدم الجامعة أكثر من 100 برنامج لشهادة البكالوريوس والدراسات العليا، والشهادات، والتأييد من خلال دفق الفيديو، وعقد المؤتمرات عبر الإنترنت، والتسليم عبر الإنترنت. تتوفر أيضًا فئات محددة من خلال الوسائط المحمولة، مثل الدي في دي أو السي دي. اعتمادًا على البرنامج، يمكن للطلاب أخذ دروس عبر الإنترنت أو عن طريق حضور واحد من ما يقرب من 50 موقعًا شريكة للجامعة في فرجينيا أو أريزونا أو ولاية واشنطن. شركاء جامعة أولد دومينيون مع نظام جامعات مجتمع فيرجينيا (بالإنجليزية: Virginia Community College) (VCCS) لتقديم خدمات أخرى مثل المكتبات ومختبرات الكمبيوتر ومراقبة الامتحانات وخدمات الإعاقة في جميع أنحاء الولاية. كما تقدم الجامعة برامج مصممة ليأخذها الأفراد العسكريون عند النشر.

## الأبحاث
تولد فرق البحث بجامعة أولد دومينيون 88 مليون دولار أمريكي من التمويل السنوي من خلال أكثر من 400 مشروع قيد التنفيذ. وبدعم من المنح المقدمة من مؤسسة العلوم الوطنية والمعاهد الوطنية للصحة ووزارة الطاقة ووزارة الدفاع، من بين آخرين، حققت بالفعل تطورات رائدة في العديد من المجالات.

### البحث في جامعة أولد دومينيون
- مركز البيئات الهندسية المتقدمة
- مبادرة تغير المناخ وارتفاع مستوى سطح البحر (CCSLRI)
- مركز أبحاث فرانك ريدي للكهرباء الحيوية
- المعهد البحري
- اتحاد أبحاث الطاقة الساحلية بفرجينيا
- مركز فيرجينيا للنمذجة والتحليل والمحاكاة (VMASC)

### مبادرة تغير المناخ وارتفاع مستوى سطح البحر (CCSLRI)
سهلت مبادرة تغير المناخ وارتفاع مستوى سطح البحر (CCSLRI) الخاصة بأمانة المنظمة الأوروبية للدراسات والبحوث البحث والتعليم في جميع جوانب تغير المناخ وارتفاع مستوى سطح البحر الناتج. بسبب موقع الجامعة الفريد، هناك تركيز خاص على التكيف مع زيادة الفيضانات بسبب ارتفاع مستوى سطح البحر. هناك العديد من الجوانب الأخرى لتغير المناخ التي تؤثر على المدن الساحلية مثل الصحة العامة أو التأهب للكوارث التي تناولتها المبادرة أيضًا.

### المعهد البحري
تم إنشاء المعهد البحري بجامعة أولد دومينيون من خلال شراكة مجتمع الأعمال / الجامعة في هامبتون رودز. وتتمثل مهمتها في توفير التعليم والتدريب والبحوث في مجال الإدارة البحرية والموانئ واللوجستيات لتلبية الاحتياجات الإقليمية والوطنية والدولية.
في أكتوبر 2011 الاجتماع السنوي للرابطة الدولية للاقتصاديين البحريين (IAME) في سانتياغو (تشيلي)، تم الإعلان عن تصنيف الجامعات في جميع أنحاء العالم في أبحاث الموانئ للفترة 1980-2009. في هذه التصنيفات، احتلت الجامعة المرتبة الثامنة في العالم، والثانية بعد جامعة واشنطن في نصف الكرة الغربي.

### مركز فيرجينيا للنمذجة والتحليل والمحاكاة (VMASC)

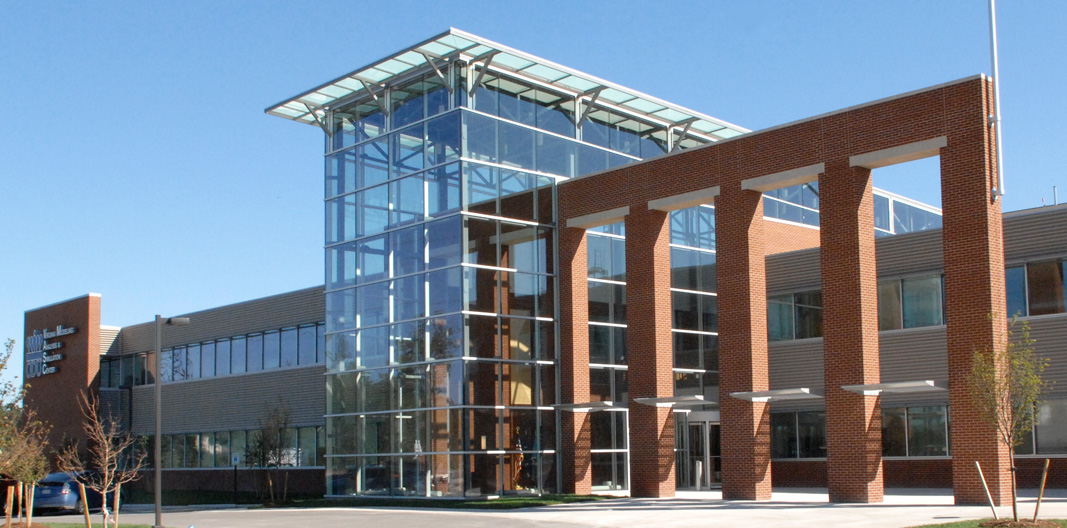

مركز فيرجينيا للنمذجة والتحليل والمحاكاة (VMASC) هو مركز أبحاث متعدد التخصصات على مستوى الجامعة يركز على البحث والتطوير والتعليم في النمذجة والمحاكاة والتصور (MS&V).
المركز هو واحدة من المراكز البحثية الرائدة في العالم لنمذجة الكمبيوتر والمحاكاة والتصور.[بحاجة لمصدر] تتمثل مهمة المركز في إجراء بحث وتطوير تعاوني في النمذجة والمحاكاة، وتوفير الخبرة للوكالات الحكومية والصناعة، والترويج للجامعة كمركز لأنشطة النمذجة والمحاكاة. سنويًا، يُجري المركز ما يقرب من 10 ملايين دولار في شكل أبحاث ممولة.
جامعة أولد دومينيون هي مؤسسة مدعومة من الدولة وواحدة من أربع مدارس فقط في فرجينيا في فئة جامعات أبحاث كارنيجي (نشاط بحثي عالٍ). تقدم الجامعة مجموعة من خيارات درجة النمذجة والمحاكاة من البكالوريوس إلى الدكتوراه.
تعد منطقة هامبتون رودز موطنًا للتدريب المشترك والتحالف (JCW)، وقيادة تدريب وعقيدة الجيش الأمريكي، وقيادة إدارة النقل العسكري، وتحويل قيادة حلف الناتو، وكلية أركان القوات المسلحة، وقوة اختبار وتقييم عمليات قائد البحرية الأمريكية. وقيادة أنظمة البحار البحرية ومركز الفضاء والحرب البحرية. بالإضافة إلى ذلك، يعد مختبر جيفرسون التابع لوزارة الطاقة ومركز أبحاث ناسا-لانغلي والعديد من الصناعات الإقليمية مستخدمين مهمين لتقنية النمذجة والمحاكاة. تقدر القيمة الاقتصادية للنشاط التجاري المتعلق بالنمذجة والمحاكاة بأكثر من 500 مليون دولار.
يركز المركز على ثمانية مجالات بحث تطبيقية للنمذجة والمحاكاة الأساسية: النقل، الأمن الداخلي والدفاع العسكري، البيئات الافتراضية، العلوم الاجتماعية، الطب والصحة، الرعاية، التعلم القائم على الألعاب، إمكانية التشغيل البيني النمذجة والمحاكاة، وعلوم النظام.

## حرم الجامعة

### حرم نورفولك الجامعي
شهدت جامعة أولد دومينيون نموًا واسعًا. بدأت موجة البناء الجديدة في عام 2001 مع بناء مركز تيد كونستانت للمؤتمرات. أصبحت هذه الساحة التي تتسع لـ 8600 مقعدًا موطنًا لكرة السلة للرجال والسيدات، بالإضافة إلى مكان العرض الأول للحفلات الموسيقية والعروض الأخرى. «تيد» كما يطلق عليه الطلاب والخريجين بمودة هي جزء من 55 مليون دولار أمريكي 75 أكر (30 ها) التنمية المعروفة باسم القرية الجامعية.

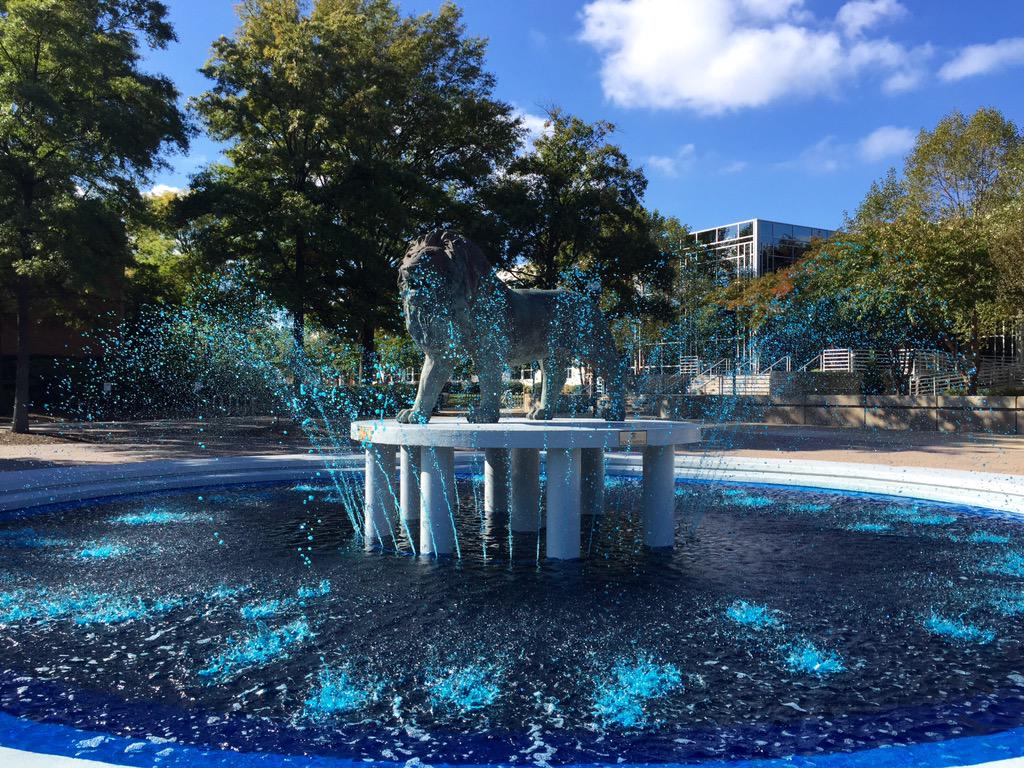

نما إسكان الطلاب في الجامعة. حرم كواد، مجموعة من ستة مبانٍ سكنية جديدة، وقد أضيف مؤخرًا مبنى سكني سابع مشيد حديثًا يُعرف باسم أوينز هاوس (2020). منزل أوينز «مصمم للزواج بين العيش والتعلم. سيشغل طلاب الأمن السيبراني وريادة الأعمال معظم الأسرّة البالغ عددها 470 سريرًا، والمتخصصين في العلوم والتكنولوجيا والهندسة والرياضيات والعلوم الصحية.» - وتقرب المكاتب الجامعة من هدفها المتمثل في أن تصبح المزيد من الجامعات السكنية. تم إنشاء مركز الترفيه والعافية للطلاب الجديد جنبًا إلى جنب مع هذا الحرم. يقدم المركز ما هو داخلي وخارجي للطلاب والموظفين. قامت الجامعة بتوسيع مرافقها الرياضية، حيث أكملت مؤخرًا مركزًا داخليًا للتنس ومجمعًا رياضيًا، 48,000 قدم مربع (4,500 م2) مرفق يضم البرامج الرياضية بين الكليات لهوكي الحقل ولاكروس للسيدات وكرة القدم. كان هناك مشروع آخر متعلق بكرة القدم وهو تجديد ملعب فورمان التاريخي لجامعة أولد دومينيون لإعادة تقديم الرياضة في عام 2009.
ومن بين هذه المرافق مكتبة بيري المؤتمتة بالكامل، ومختبرات العلوم والهندسة، ومبنى إي في ويليامز للهندسة والعلوم الحاسوبية، ومبنى أبحاث النظم الجديد.
في عام 2015، بدأت جامعة أولد دومينيون البناء في مبنى التعليم الجديد ومنشأة جديدة لتناول الطعام تكفي لـ 45000 طالب.

### مكتبات الجامعة

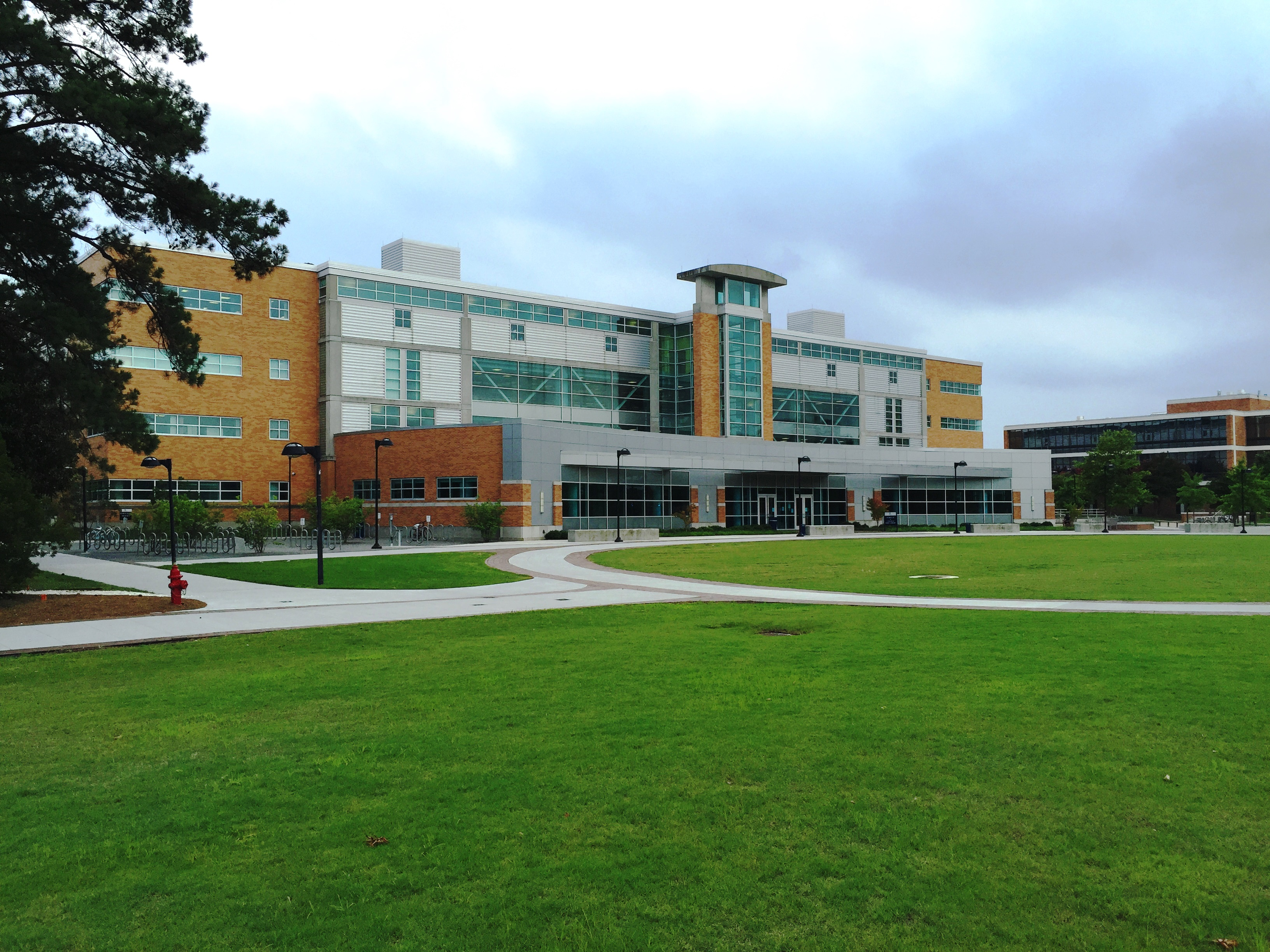
مكتبة باتريشيا دبليو وجيه دوغلاس بيري

تحتوي الجامعة على عدة مكتبات. تحتوي المكتبات على أكثر من 3 ملايين عنصر - كتب ومنشورات حكومية ومجلات ودوريات وميكروفورم ونوتات موسيقية وتسجيلات وخرائط. بعد شهور من التجديد، تم تحويل الطابق الأول لمكتبة بيري إلى مشاع التعلم الذي افتتح في عام 2011.

### قرية الجامعة
تأسست مؤسسة العقارات في عام 1995، وأخذت زمام المبادرة في تطوير القرية الجامعية، وهو مشروع متعدد الاستخدامات يشمل البيع بالتجزئة والمباني السكنية والمكتبية. نتائج عملها مرئية للجميع في شكل شقق القرية الجامعية والمطاعم والمحلات التجارية ومرآب وقوف السيارات في القرية الشمالية ومنتزه أبحاث الابتكار وفندق أجنحة ماريوت سبرينغهيل ومكتبة الحرم الجامعي.
«القرية الجامعية هي مبادرة تطوير متعددة الاستخدامات على مساحة 75 فدانًا من جامعة أولد دومينيون. مع وجود الجامعة وطلابها البالغ عددهم 24000 وطاقمها البالغ عددهم 2400 وأعضاء هيئة التدريس بها، بالإضافة إلى مركز مؤتمرات تيد كونستانت، تعتبر القرية الجامعية وجهة خاصة بها. يوجد طابقان لوقوف السيارات في مكان مناسب بجوار منطقة البيع بالتجزئة. يقع الطابق الجنوبي لوقوف السيارات»C«في الشارع 43 ويحتوي على أماكن لوقوف السيارات في الطابق الأول. يقع سطح وقوف السيارات»D«في الشارع 45 ويحتوي على أماكن وقوف السيارات المقننة الموجودة في الطابق الثاني.»

### وزارات الحرم الجامعي
يمكن لطلاب الجامعة الانضمام إلى وزارات الحرم الجامعي التي يتم تنسيقها من قبل رابطة قسيس الجامعة (UCA). تشمل الوزارات الميثودية المتحدة، المعمدانية، الكاثوليكية الرومانية، الأسقفية، المشيخية واللوثرية التي ترعاها الطوائف. لكل من هذه الكنائس وجود خدم في الحرم الجامعي في الجامعة، كما يفعل مراكز للديانات الأخرى كاليهودية والإسلام.

### ماجليف
في عام 1999، وافقت الجامعة على العمل مع شركة ماجليف الأمريكية (American Maglev Technogies) في أتلانتا لإنشاء رابط نقل طلاب داخل الحرم الجامعي يقل عن ميل واحد باستخدام تصميم قطار ذكي / مسار غبي حيث توجد معظم أجهزة الاستشعار والمغناطيس والحساب في القطار بدلاً من ذلك. من المسار. مع الاهتمام بالتكلفة والسلامة، رفضت العديد من معاهد التعليم العالي الأخرى المشروع. على الرغم من أنه من المتوقع أن تكون تكلفة البناء لكل ميل أقل من الأنظمة الحالية، إلا أن نظام النقل في الجامعة لم يكن قيد التشغيل مطلقًا. بعد استنفاد ميزانيته البالغة 14 مليون دولار، تم إجراء رائد في عام 2001، وتم الانتهاء من المشروع في عام 2002 ؛ وفشلت التكنولوجيا: فقدت السيارة «تعويمها» وتوقفت الاحتكاك الكامل أعلى السكة، مما أدى إلى إتلاف جزء كبير من النظام. قامت شركة ماجليف والجامعة بحل علاقتهما وأصبح المشروع مشروع بحث جامعي داخلي. في أكتوبر 2006، أجرى فريق البحث اختبارًا غير مجدول للسيارة سارت بسلاسة. تمت إزالة النظام لاحقًا من شبكة الكهرباء لبناء قريب. في فبراير 2009، أعاد الفريق اختبار الزلاجة ونجح على الرغم من انقطاع التيار الكهربائي في الحرم الجامعي. بعد ذلك، دخلت الجامعة في شراكة مع شركة مقرها ماساتشوستس لاختبار قطار مغناطيسي آخر. كان من المتوقع أن تقوم شركة ماجنيميشن بإحضار النموذج الأولي لمركبة ماجليف، بحجم شاحنة صغيرة، إلى الحرم الجامعي للاختبار في عام 2010.

## الحياة الطلابية

### الحياة السكنية
| الافارقه الامريكان                         | 26.2٪ |
| أمريكي أصلي                                | 0.4٪  |
| الأمريكية آسيوية                           | 4.5٪  |
| أمريكي من أصل اسباني                       | 6.7٪  |
| جزر المحيط الهادئ                          | 0.5٪  |
| أمريكي أبيض                                | 52.7٪ |
| متعدد الأعراق (ليس من أصل إسباني / لاتيني) | 5.6٪  |
| أخرى / غير معروف                           | 3.4٪  |

تبلغ سعة القاعة السكنية الحالية في جامعة أولد دومينيون حوالي 4600 طالب في 14 عنبرًا أو شققًا للطلاب في الحرم الجامعي. يتم ضمان السكن لجميع الطلاب الجدد، حيث يعيش 77% من الطلاب الجدد و24% من جميع الطلاب في سكن جامعي.

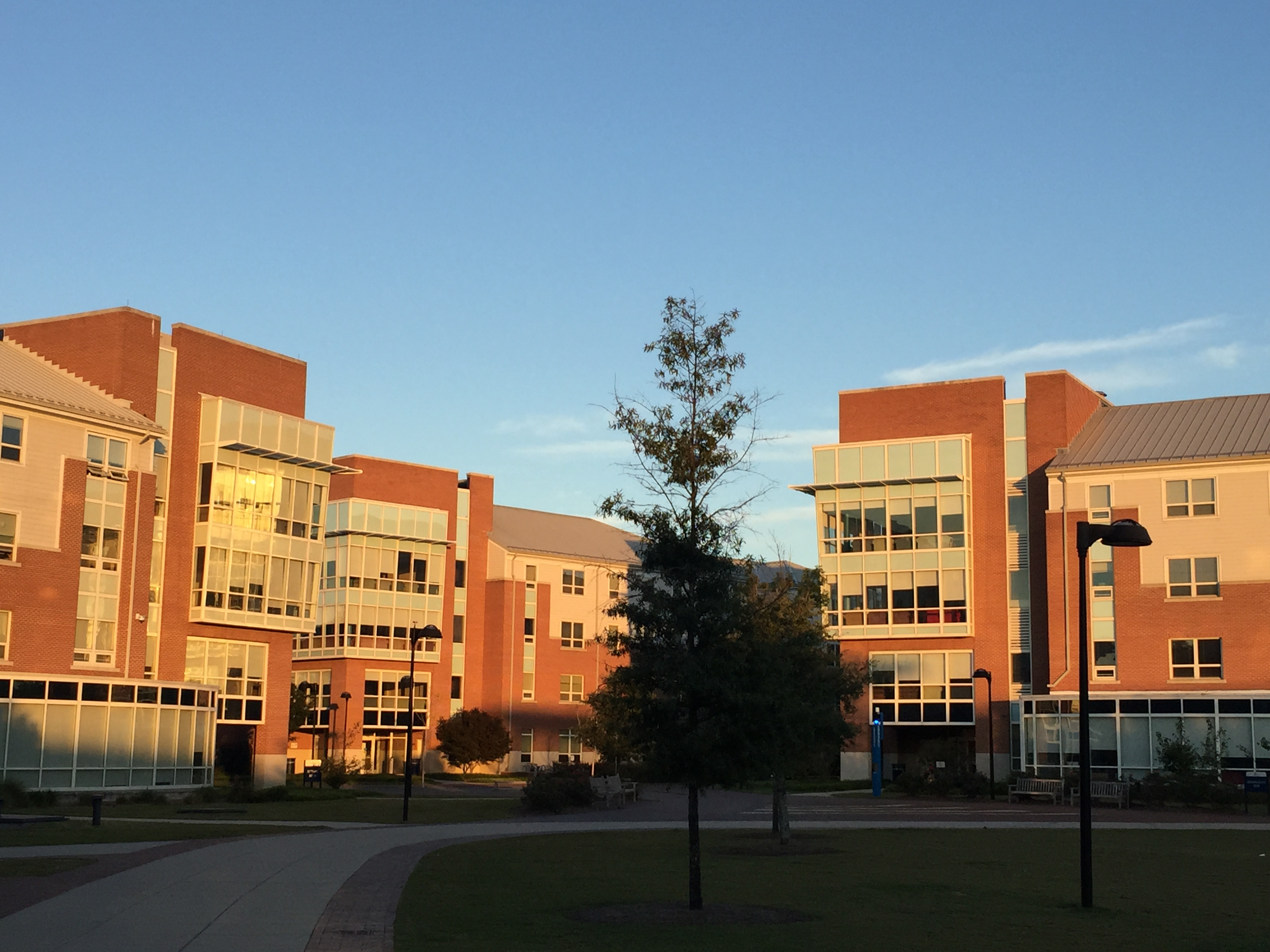
قاعات الإقامة في الحرم الجامعي

| قاعات السكن الجامعي | قاعات السكن الجامعي                                       | قاعات السكن الجامعي |
| --- | --------------------------------------------------------- | --- |
| - دومينيون هاوس - بيت إنجلترا - مؤسسة البيت - بيت فرنسا - جريشام ماين - جريشام ايست - إيرلندا هاوس - نوسباوم - نزل الجامعة - بيت أوينز - قرية بوهاتان - روجرز ماين | - روجرز إيست - اسكتلندا هاوس - فيرجينيا هاوس - وايت هيرست | شقق القرية الجامعية - بيت تشيسابيك - هامبتون هاوس - نيوبورت نيوز هاوس - منزل بوكوسون - بيت بورتسموث - سميثفيلد هاوس - بيت سوفولك - فيرجينيا بيتش هاوس - ويليامزبيرج هاوس |

### تقاليد الطلاب
بعد الموسم الافتتاحي لبرنامج كرة القدم الذي أعيد إطلاقه في عام 2009، بدأ تقليد جديد لصبغ النافورة باللون الأزرق للعودة إلى الوطن. على الرغم من أنه محظور لأسباب تتعلق بالسلامة، إلا أنه من التقاليد للطلاب الجامعيين «ركوب» تمثال الأسد فوق النافورة في مرحلة ما خلال برنامج دراستهم.

### استجمام الطالب

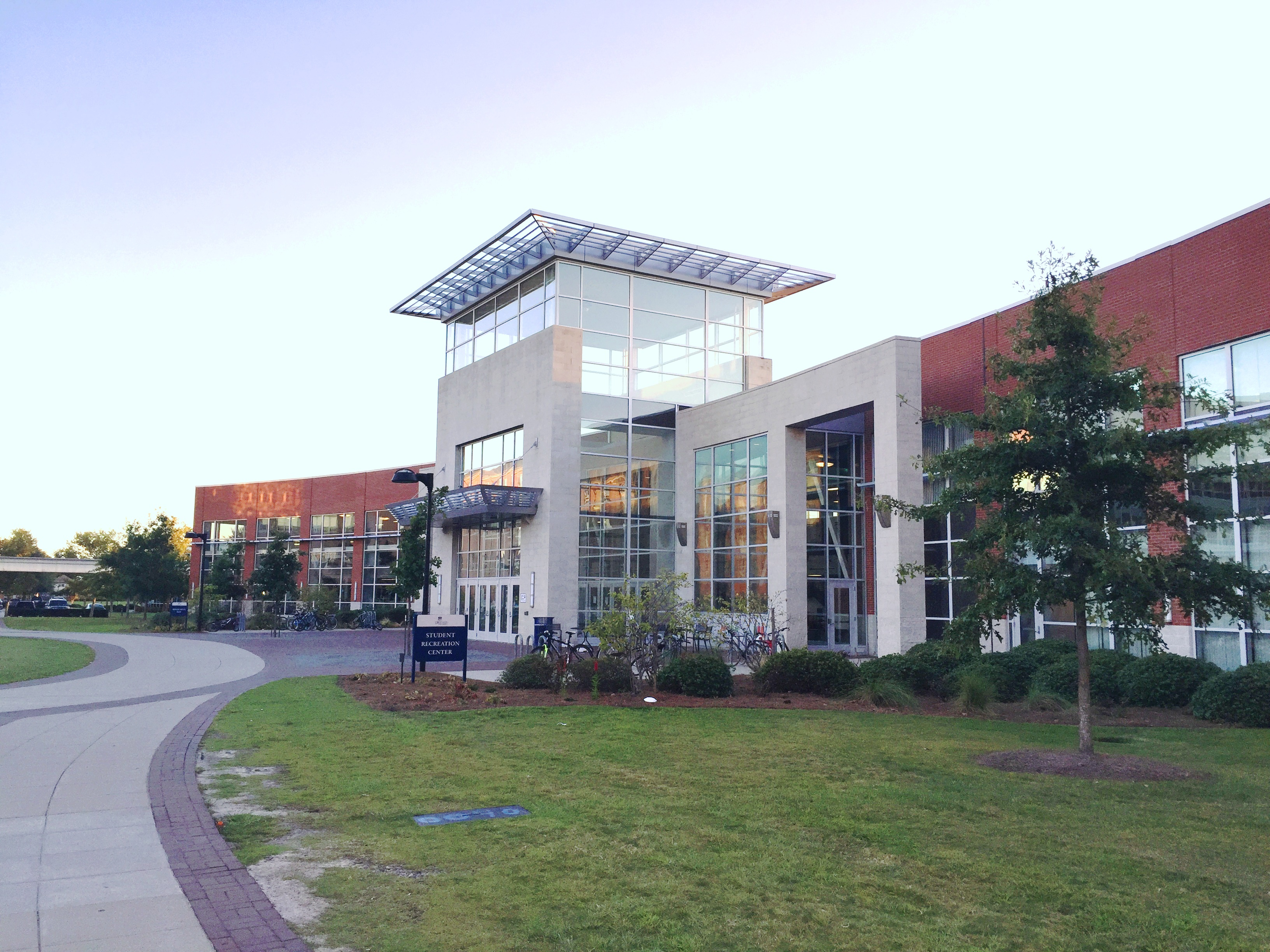
مركز الترفيه الطلابي بجامعة أولد دومينيون

يقع مركز الترفيه الطلابي في منتصف حرم الجامعة. يشمل المرفق: 15000 قدم مربع. مركز للياقة البدنية متعدد المستويات مع قوة وكارديو وأوزان حرة، ومسبح داخلي، ومضمار جري داخلي، وصالة للألعاب الرياضية بثلاثة ملاعب، وملعب متعدد الأغراض، وثلاثة استوديوهات تمارين جماعية، واستوديو لركوب الدراجات، وثلاثة ملاعب لكرة المضرب، ومتجر للمحترفين، ومغامرة خارجية واستئجار مركز، متجر دراجات وتزلج وجدار تسلق داخلي.
يتيح برنامج آوت دور أدفنتشر للطلاب القيام برحلات منظمة والمشاركة في أنشطة مثل المشي لمسافات طويلة وركوب الدراجات في الجبال والتخييم وركوب الأمواج واليوجا وتسلق الصخور والتزلج على الجليد والتزلج.
تم تصميم مركز اللياقة الجامعية (UFC) لاستيعاب المجتمع المتنامي في الجامعة. يقع المركز في طريق المونارش بين شارع 42 و43 وهو مجهز بآلات سهلة الاستخدام للقلب والوزن.

### برنامج تدريب ضباط الاحتياط
تم إنشاء كتيبة ضباط الاحتياطيين التابعين للجيش الجامعة في سبتمبر 1969 في كلية داردن للتربية. تم تكليف الطلاب الأوائل في 4 يوليو 1971. اعتبارًا من ربيع عام 2008، تم الاعتراف بأن الجامعة لديها سادس أكبر وحدة تدريب ضباط الاحتياط التابعة للجيش من بين 262 برنامجًا تم العثور عليها على مستوى البلاد. في يونيو 2018، أصبحت الرائد المروجة رانا كردي أول أستاذة في العلوم العسكرية.
يتم تشغيل برنامج نافي روتك بالاشتراك مع الحرم الجامعي المجاور لجامعة ولاية نورفولك وجامعة هامبتون. يعد فيلق تدريب ضباط الاحتياط البحري في هامبتون رودز واحدًا من أكبر كتائب تدريب الضباط في الولايات المتحدة، ويتألف من أكثر من 250 من البحارة ومشاة البحرية ورجال البحرية، مع وجود تجنيد مسبق أعلى من المتوسط.

### المنظمات الطلابية
تعترف الجامعة بأكثر من 300 منظمة طلابية تضم أكثر من 8000 طالب عضو. تشمل هذه المجموعات المنظمات المهنية، وجمعيات الشرف، والمنظمات الدينية، وطلاب الأقليات، ومجموعات الطلاب ذوي الاهتمامات والتخصصات المشتركة بالإضافة إلى مجموعة متنوعة من الجمعيات النسائية والأخويات التقليدية ومتعددة الثقافات والمهنية. رابطة الطلاب الحكومية لها سلطة مباشرة على المنظمات الطلابية.

### الحياة اليونانية
تتمتع الجامعة بنظام يوناني معقد ومتنوع يضم ثلاثة عشر أخوية وإحدى عشرة جمعية نسائية للطالبات. هناك أيضًا مجموعة متنوعة من الأخويات الخدمية النشطة في الحرم الجامعي.

## ألعاب القوى
تُعرف الفرق الرياضية الـ 18 في الجامعة باسم مونراش (فرق الرجال، بالإضافة إلى هوكي الحقل، ولاكروس للسيدات، والإبحار المختلط) وليدي مونراش (جميع الفرق النسائية الأخرى) وتتنافس في الغالب في الرابطة الوطنية لرياضة الجامعات القسم الأول. حصلت الفرق الرياضية في جامعة أولد دومينيون على 28 بطولة وطنية وأربعة ألقاب فردية. الفريق الرياضي الأكثر شهرة في المدرسة هو فريق كرة السلة للسيدات، الذي فاز بثلاث بطولات وطنية في 1979، 1980 و1985. وصلت ليدي مونراش أيضًا إلى بطولة الرابطة الوطنية لرياضة الجامعات للسيدات عام 1997، وخسرت أمام تينيسي. فازت الفرق الرياضية في الجامعة بـ 28 بطولة وطنية أخرى بما في ذلك 15 بطولة في إبحار الرجال والسيدات و9 في هوكي الحقل للسيدات. توجد تسعة ألقاب وطنية لليدي مونراش في هوكي الحقل في سجلات الرابطة الوطنية لرياضة الجامعات لمعظم الألقاب في تلك الرياضة من قبل نفس المدرسة.
بالإضافة إلى ذلك، حصدت الفرق الرياضية في للجامعة 49 بطولة في جمعية الاستعمار الرياضي.
في مارس 2010، أصبح الدكتور وود سيليج المدير الرياضي الجديد. في السابق، كان الدكتور سيليج المدير الرياضي في غرب كنتاكي.
في 17 مايو 2012، أعلنت الجامعة أنها ستنتقل إلى مؤتمر الولايات المتحدة الأمريكية في 1 يوليو 2013. أربع رياضات في الجامعة لا يرعاها مؤتمر الولايات المتحدة الأمريكية لها انتماءات خارجية. في عام 2013، أصبح فريق المصارعة شريكًا في مؤتمر منتصف أمريكا وانضم فريق هوكي الحقل إلى مؤتمر بيغ إيست الذي أعيد تشكيله. أمضى فريق لاكروس النسائي موسم 2014 (لعب في موسم 2013-14) كمستقل قبل الانضمام إلى مؤتمر أتلانتيك صن. أخيرًا، انضم فريق التجديف النسائي إلى مؤتمر بيغ 12 في 2014-2015 بعد أن استحوذت بيغ 12 فعليًا على مؤتمر الولايات المتحدة الأمريكية. في الآونة الأخيرة، انضم فريق السباحة والغطس الرجالي، الذي ترك بدون انتماء إلى المؤتمر لمدة عامين لأن المؤتمر يرعى الرياضة للنساء فقط، انضم إلى جمعية السباحة الجماعية الساحلية، التي أعيدت تسميتها فيما بعد باسم اتحاد الرياضات الجماعية الساحلية (بالإنجليزية: Coastal Collegiate Sports Association)، واستمر في موسم 2015 –16.

### التنافس بين الجامعة وفيرجينيا كومنولث
تعد جامعة فرجينيا كومنولث المنافس الرئيسي للجامعة، ويرجع ذلك أساسًا إلى أوجه التشابه بين المدرستين. كانت كلتا المدرستين في يوم من الأيام جزءًا من كلية ويليام وماري وكلاهما جامعتان بحثيتان حضريتان تقعان على بعد 90 ميلاً فقط.

### كرة السلة للرجال

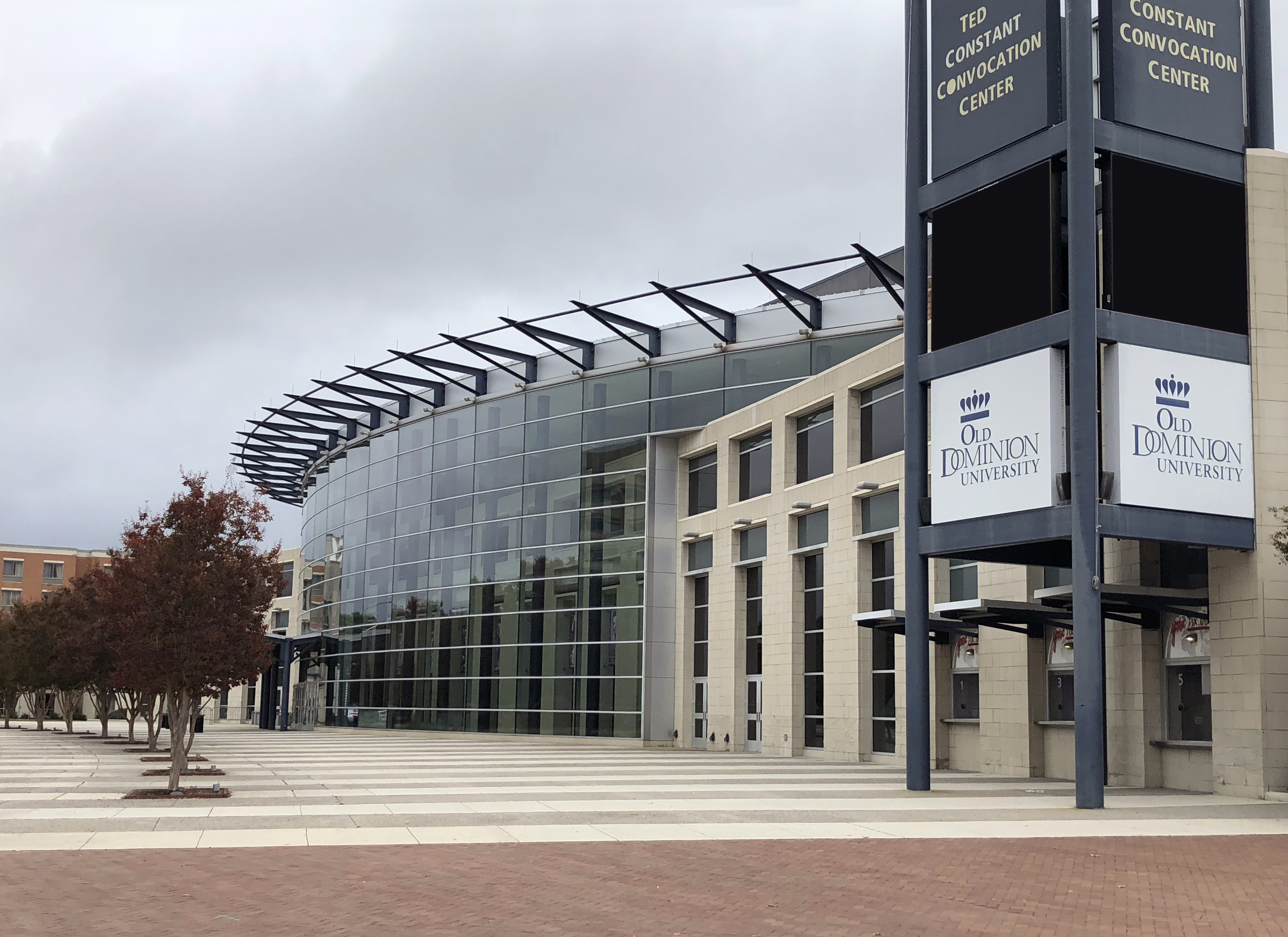
ساحة شارتواي في أولد دومينيون

حصل فريق كرة السلة بجامعة أولد دومينيون مونارشس (رجال) على ستة ألقاب لبطولة الرابطة الوطنية الكولونية (1992، 1995، 1997، 2005، 2010، 2011) منذ قبولهم في المؤتمر في عام 1992، وهو الأكثر بين جميع مدارس الرابطة الوطنية الكولونية. في عام 2007، تلقوا عرضًا كبيرًا لبطولة الرابطة الوطنية لرياضة الجامعات، عندما ذهب الفريق 24-8 وانتهى في المركز 37 في RPI. تضمن ذلك الموسم فوزًا ملحوظًا بفارق 13 نقطة في المرتبة الثامنة في جورج تاون. كانت آخر رحلة لهم إلى بطولة الرابطة الوطنية لرياضة الجامعات مع عرض تلقائي بعد حصولهم على لقب الرابطة الوطنية الكولونية 2010. خلال بطولة الرابطة الوطنية لرياضة الجامعات، نجح فريق مونارش المصنف الحادي عشر في تحقيق فوز من نقطة واحدة في الجولة الأولى على المصنف السادس.
في عام 2002، افتتحت الجامعة ملعب شارتواي أرينا لموسم كرة السلة 2002-2003. يحتوي الملعب على 8600 مقعد مبطن بالكامل و16 جناحًا فاخرًا ولوحة نتائج على أحدث طراز.

### كرة السلة للسيدات
تحتل أولد دومينيون أيضًا مكانة مهمة في تاريخ ألعاب القوى النسائية الجماعية، بعد أن منحت أول منحة دراسية رياضية لأي امرأة في ولاية فرجينيا لرياضة جامعية عندما حصلت نانسي ليبرمان على منحة دراسية للعب كرة السلة للسيدات.
فاز فريق كرة السلة ليدي مونارش بثلاث بطولات وطنية. في عام 1979 وعام 1980 وعام 1985، استول الفريق على بطولة الرابطة الوطنية لرياضة الجامعات القسم الأول بفوزه 70-65 على جامعة جورجيا. بالإضافة إلى ذلك، استحوذ ليدي مونارش على خمسة ألقاب لبطولة الحزام الشمسي (Sun Belt) (1983، 1984، 1985، 1987 و1990)، وحصلت على 17 لقبًا لبطولة الرابطة الوطنية الكولونية، وفازت كل عام من 1991-1992 إلى 2007–08.

### مونارش لكرة القدم
بدأ تاريخ كرة القدم في الجامعة بقسم نورفولك، الذي كان يضم فريق كرة قدم حتى عام 1941 يُعرف باسم فريق نورفولك شعبة الشجعان. تم حل البرنامج بسبب قاعدة ضد اللاعبين الجدد وديون بقيمة 10000 دولار.
في 14 يونيو 2005، وافق مجلس زوارها بأغلبية 14-0 على إنشاء فريق الرابطة الوطنية لرياضة الجامعات القسم الأول، والذي بدأ اللعب في 5 سبتمبر 2009.
في 9 فبراير 2007، أعلن المدير الرياضي لجامعة أولد دومينيون جيم جاريت أن بوبي وايلدر، المدير المساعد لكرة القدم في جامعة مين، سيكون مدرب كرة القدم الرئيسي في جامعة أولد دومينيون. وقع الفريق على فئته الأولى عام 2008.
كان الرقم القياسي الأخير لبرنامج كرة القدم لعام 2009 لفريق الجامعة هو 9-2، في ذلك الوقت كان أفضل رقم قياسي للفوز على الإطلاق في برنامج كرة القدم الجماعية للعام الأول. هذا الرقم القياسي مملوك الآن من قبل جامعة ميرسر التي أنهت 10-2 في عام 2013. استمر برنامج كرة القدم في أولد دومينيون في النجاح في 2010 لينهي 8-3. في السنوات التالية، أنهى برنامج الجامعة لكرة القدم موسم 2011-2012 برقم قياسي 10–3، وسجل 11–2 لموسم 2012-2013 الذي جذب الاهتمام الوطني. عندما بدأ برنامج كرة القدم بالمدرسة في النمو جنبًا إلى جنب مع الجامعة نفسها، تم تحقيق إمكانات الجامعة من قبل العديد من المفوضين لكرة القدم الجامعية، ولا سيما من خلال مؤتمر الولايات المتحدة الأمريكية. انضمت الجامعة رسميًا إلى مؤتمر الولايات المتحدة الأمريكية (بالإنجليزية: Conference USA) (C-USA) في 1 يوليو 2013، تاركًا وراءه ارتباطه السابق بالمؤتمر مع جمعية الرابطة الوطنية الكولونية (بالإنجليزية: Colonial Athletic Association) (CAA). فازوا بأول مباراة لهم في مؤتمر الولايات المتحدة الأمريكية ضد رايز ووس في 20 سبتمبر 2014.
تم تجديد فورمان فيلد، الذي كان يُعرف سابقًا بملعب هوكي الحقل وفريقي اللاكروس للسيدات، لاستيعاب برنامج كرة القدم الجديد. تم نقل فرق هوكي الحقل ولاكروس للسيدات إلى مجمع بوهاتان الرياضي.
اعتبارًا من موسم 2015، باع برنامج كرة القدم في الجامعة كل مباراة على أرضه تم لعبها في فورمان فيلد، 48 عملية بيع متتالية.

### مصارعة
تأسس فريق المصارعة في عام 1957. أدى خروج المدرسة من الرابطة الوطنية الكولونية إلى إجبار فريق المصارعة على أن يصبح عضوًا مشاركًا في مؤتمر منتصف أمريكا (Mid-American Conference)، حيث لا يرعى مؤتمر الولايات المتحدة الأمريكية المصارعة. كان آخر مدرب للمصارعة في أولد دومينيون هو ستيف مارتن، الذي خدم لمدة عشرة مواسم في الفريق.
في 2 أبريل 2020، أعلن كامدن وود سيليج، مدير أولد دومينيون لألعاب القوى، أنه سيتم إنهاء برنامج المصارعة «على الفور» بناءً على دراسة استمرت ستة أشهر من قبل المستشار الخارجي ريتشارد ساندر، عضو فريق قسم ألعاب القوى بولاية شرق تينيسي. وفقًا للدراسة، فإن التوقف عن المصارعة الجامعية في الجامعة سيوفر للقسم مليون دولار ويساعد في تعويض التخفيضات الأخيرة في الميزانية بسبب انخفاض الالتحاق بالجامعة.

### تجديف
يخضع نادي الجامعة للتجديف (ODURC) لقسم الرياضة الترفيهية منذ عام 1985. النادي يديره الطلاب بالكامل ويتم تمويله إلى حد كبير من قبل أعضاء النادي من الطلاب. حقق المكتب الإقليمي لجنوب إفريقيا نجاحا كبيرا في السنوات الأخيرة، حيث زاد عدد أعضائه. أدت إضافة مدربين متطوعين متميزين في السنوات الأخيرة إلى رفع تنافسية الفريق بشكل كبير، وفاز نادي الرجال بالبطولة الوطنية في مايو 2008. اليوم، يواصل المجدفون من الذكور والإناث التنافس كنادٍ. في عام 2008، أصبح التجديف أيضًا رياضة جامعية للطالبات، وتم تعيين مدرب بدوام كامل لفريق السيدات الجديد. خلال عامهم الأول على مستوى الجامعة، وضع الفريق النسائي في مسابقة وطنية. تم اتخاذ قرار رفع مستوى فريق السيدات فقط إلى المركز الجامعي للحفاظ على امتثال الجامعة للوائح الباب التاسع، مما يوفر التوازن لزيادة الإنفاق على ألعاب القوى للرجال التي جلبها برنامج كرة القدم.

### التشجيع (مختلط)
بقيادة المدربة الرئيسية كارمن هاريس، تعد فرقة تشجيع جامعة أولد دومينيون برنامجًا آمنًا واحترافيًا ورياضيًا. يتكون فريقها النشط من الرياضيين الذين هم أيضًا طلاب. تؤدي فرقة البهجة، جنبًا إلى جنب مع فريق الجامعة للرقص، أداء جميع مباريات كرة القدم المنزلية بالإضافة إلى معظم مباريات كرة القدم خارج الأرض. يؤدون أيضًا في جميع مباريات كرة السلة المنزلية للرجال والسيدات، وأحيانًا في مباراة كرة القدم أو لعبة البيسبول. إلى جانب ممارساتهم وألعابهم ومسابقاتهم وأحداثهم الأخرى، يُطلب من مشجعي الجامعة المشاركة بنشاط في جميع جهود جمع التبرعات والعمل التطوعي في إطار برنامج فرقة سبيرييت الخاصة بهم. بدأ فريق تشجيع الجامعة التنافس في بطولة الكليات الوطنية في دايتونا، فلوريدا في عام 2016. احتل مشجعو دومينيون القدامى المركز الأول في القسم الأول من الدرجة المتوسطة لكل الفتيات في عام 2017.

### مؤسسة أولد دومينيون أثلتيك
مؤسسة أولد دومينيون أثلتيك أو مؤسسة الجامعة لألعاب القوى (ODAF) هي النادي الرسمي المعزز لألعاب القوى في الجامعة. كانت المؤسسة تُعرف سابقًا باسم بيغ بلو كلوب (Big Blue Club) أو (Old Dominion University Intercollegiate Foundation). تم التغيير إلى الاسم الحالي في 1 مارس 2011. المؤسسة لديها تصنيف 501-C-3 كمنظمة غير ربحية.

## هيئة تدريس بارزة
- كارين ل. جولد (مواليد 1948)، رئيسة كلية بروكلين

## روابط خارجية
- الموقع الرسمي
- الموقع الرسمي للتعليم عن بعد
- موقع ويب أولد دومينيون لألعاب القوى
- المجموعات الخاصة وأرشيفات الجامعة ويكي، مكتبات جامعة دومينيون القديمة